# King Ralph
King Ralph (Brasil: Rei Por Acaso / Portugal: King Ralph - O Primeiro Rei Americano) é um filme de comédia anglo-estadunidense estrelando John Goodman no papel-título Ralph Jones. O filme também é estrelado por Peter O'Toole como secretário particular do rei, Sir Cedric Willingham, Camille Coduri como namorada de Ralph Miranda Greene e John Hurt como o britânico Percival Graves, que faz esquemas para reclamar o trono para si mesmo.
A história é vagamente baseada no romance Headlong de Emlyn Williams. Muito pouco da história sobreviveu à transição para a tela, personagens foram alterados e a história feita em uma comédia. O filme foi um sucesso de caixa menor.

## Sinopse
Quando toda a família real britânica é eliminada num acidente, a busca por um herdeiro do trono chega até Ralph Jones, cantor de bares em Las Vegas que recebe as orientações de seu secretário privado Willingham e precisa enfrentar Lord Graves que quer a coroa, ao mesmo tempo em que se apaixona por Miranda, uma stripper.

## Erros
- Ao citar a Lei de Traição de 1702 como sua justificativa em ordenar a prisão de Lord Graves, alegando que Graves havia interferido com a sucessão do rei Ralph ao trono, o rei Ralph havia mencionado (depois silenciosamente passando pelo verso Mnemónica), que foi aprovada pelo Rei Guilherme III de Inglaterra, quando na verdade foi aprovada no primeiro ano do reinado da rainha Ana da Grã-Bretanha.
- O filme retrata incorretamente a Finlândia como sendo uma monarquia. De 1249-1809, a Finlândia foi parte do Reino da Suécia, em seguida, tornou-se um ducado quando a Rússia venceu a Guerra Finlandesa. Finlândia declarou sua independência em 1917, e adotou uma constituição republicana em 1919. No entanto, é provável que os criadores do filme escolheram um país sem monarquia da vida real para evitar causar ofensa ao retratar uma família real.
- O nome do rei da Finlândia é Gustav. "Gustav" (Gustavo, em português) é tipicamente um nome sueco. Isso não é necessariamente um erro já que a maioria dos finlandeses de língua sueca têm nomes suecos. No entanto, entre os finlandeses étnicos, a versão sueca do nome Gustav não é utilizado. A versão finlandesa do nome é "Kustaa", mas esse nome é raro.[2]

## Elenco
- John Goodman como Ralph Hampton Gainesworth Jones
- Peter O'Toole como  Sir Cedric Charles Willingham
- John Hurt como Lord Percival Graves
- Camille Coduri como  Miranda Greene
- Ann Beach como Mãe de Miranda
- Jack Smethurst como Pai de Miranda
- Richard Griffiths como Duncan Phipps
- Leslie Phillips como   Gordon Halliwell
- James Villiers como   Primeiro Ministro Geoffrey Haile
- Joely Richardson como Princesa Anna
- Niall O'Brien como Tommy McGuire
- Julian Glover como Rei Gustav da Finlândia
- Judy Parfitt como Rainha Katherine
- Leo Jean como Grampy
- Gedren Heller como Garota Punk
- Rudolph Walker como Rei Mulambon da Zambezi
- Michael Johnson como Hamilton
- Richard Whitmore como apresentador de notícias